# 田中忠勝
田中 忠勝（たなか ただかつ）は、元アマチュア野球選手である。ポジションは捕手。

## 来歴・人物
久留米商業高校では、1981年夏の甲子園県予選で準決勝に進むが、その準決勝で、エースの森山良二を擁する福岡大附属大濠高校に敗れ、甲子園出場を果たすことができなかった。高校卒業時には、同年のドラフト会議でロッテオリオンズから3位指名されたが入団を拒否し、本田技研鈴鹿に入社する。

都市対抗野球にも出場し、本田技研熊本へ移籍した。その後、熊本大津リトルリーグで少年野球の監督を務めた。